# سهى عبد العال
سهى عبد العال (مواليد 19 يونيو 1973) هي لاعبة نبالة مصرية، مثّلت مصر في أولمبياد بكين 2008.

## المشاركة الأولمبية

### بكين 2008
| الرياضِيَّة      | الحدث | دور الترتيب | دور الترتيب | دور الـ64                                | دور الـ32        | دور الـ16        | ربع النهائي      | نصف النهائي      | النهائي / م ب    | النهائي / م ب |
| الرياضِيَّة      | الحدث | النتيجة     | الرقم       | المنافِسَة النتيجة                         | المنافِسَة النتيجة | المنافِسَة النتيجة | المنافِسَة النتيجة | المنافِسَة النتيجة | المنافِسَة النتيجة | الترتيب       |
| ------------- | ----- | ----------- | ----------- | ---------------------------------------- | ---------------- | ---------------- | ---------------- | ---------------- | ---------------- | ------------- |
| سهى عبد العال | فردي  | 587         | 57          | فولكارد (بريطانيا العظمى) (8) · خ 95–107 | لم تتأهل         | لم تتأهل         | لم تتأهل         | لم تتأهل         | لم تتأهل         | لم تتأهل      |